# George Lovic Pierce Radcliffe
George Lovic Pierce Radcliffe (ur. 22 sierpnia 1877 roku, zm. 29 lipca 1974 roku w Baltimore, Maryland) – amerykański polityk, działacz Partii Demokratycznej. W latach 1935–1947 był przedstawicielem stanu Maryland w Senacie Stanów Zjednoczonych.